# Presse-papier
Cet article concerne l'accessoire de bureau devenu objet de collection. Pour la fonctionnalité informatique, voir Presse-papier (informatique). Pour le créateur lyonnais, voir Le Presse Papier.
Un presse-papier est un accessoire de bureau, d'un certain poids, destiné à être posé sur des feuilles de papier pour éviter qu'elles ne se dispersent.

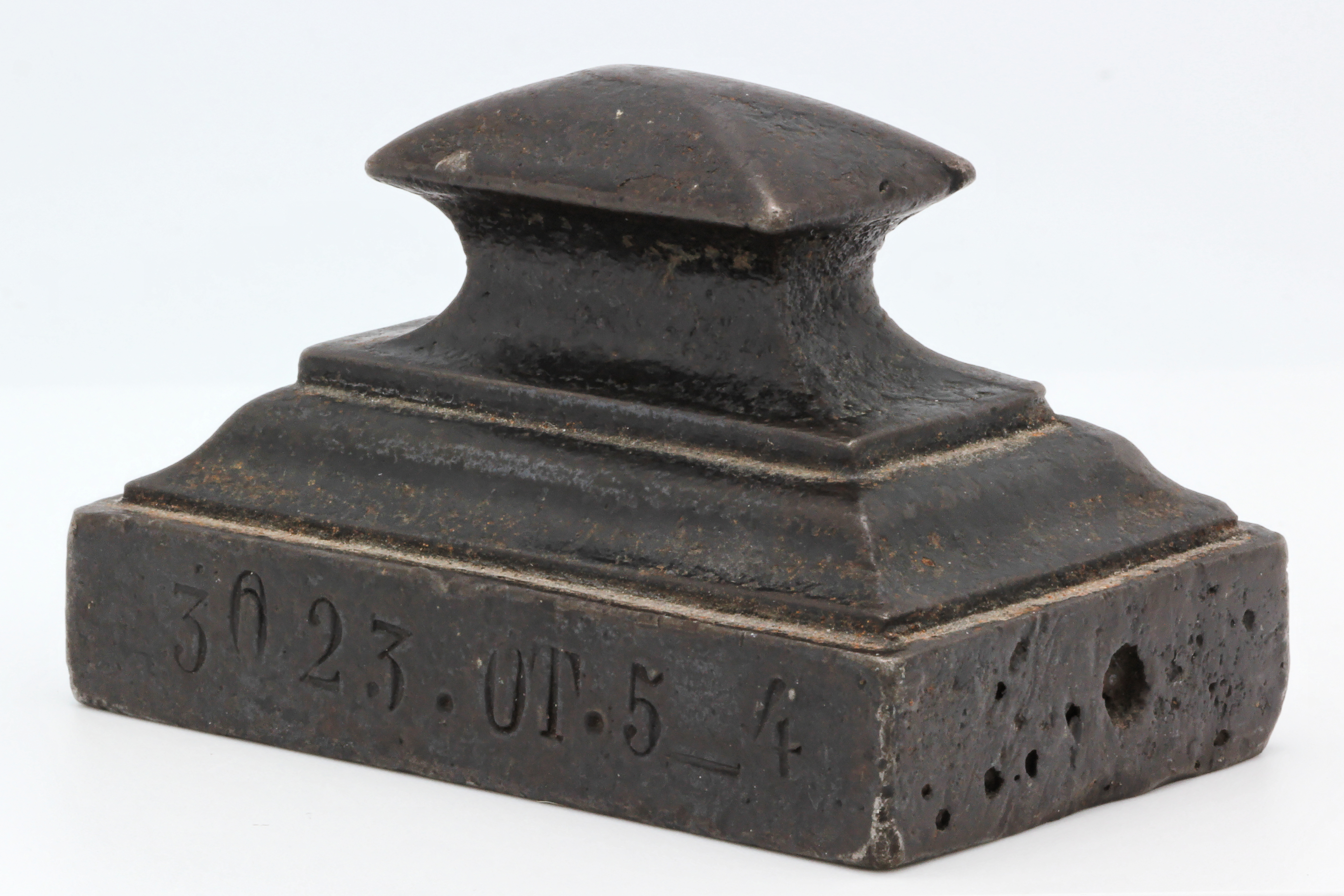
Presse-papier en fonte.

Les presse-papiers sont généralement en verre ou en cristal, en pierre ou en métal. Il en existe de toutes les formes. Ils font l'objet de collections et sont parfois utilisés comme objet décoratif.

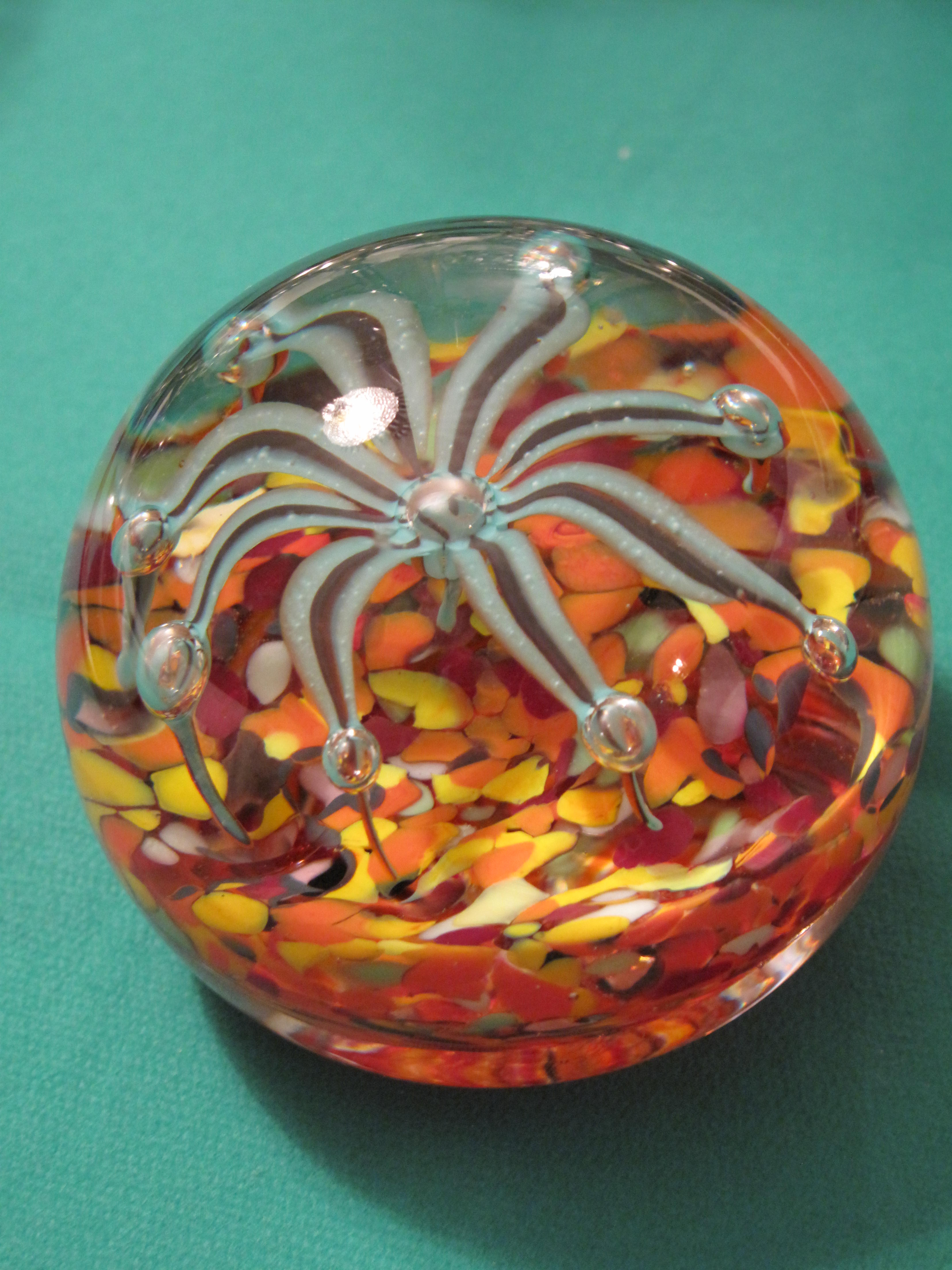
Presse-papier en verre, souvent appelé « boule de sulfure ».